# Love parade (singel Yukari Tamury)
Love♡parade – drugi singel japońskiej piosenkarki Yukari Tamury, wydany 24 kwietnia 2002. Utwór tytułowy wykorzystano w rozpoczęciach programu radiowego Tamura Yukari no Heart no Tameiki (jap. 田村ゆかりのはぁとのためいき), a utworu Baby blue sky użyto w jego zakończeniach. Singel sprzedał się w nakładzie 2 190 egzemplarzy.

## Lista utworów
| Nr | Tytuł                  | Słowa         | Kompozycja      | Aranżacja        | Czas |
| -- | ---------------------- | ------------- | --------------- | ---------------- | ---- |
| 1. | "Love♡parade"          | Karen Shīna   | Mioko Yamaguchi | Masami Kishimura |      |
| 2. | "Oikaze" (jap. 追い風) | marhy         | marhy           | Masami Kishimura |      |
| 3. | "Baby blue sky"        | Yukari Tamura | Takashi Shouji  | Masami Kishimura |      |